# Beat (album)
Pour les articles homonymes, voir Beat.
Albums de King Crimson
Discipline
(1981) Three of a Perfect Pair
(1984)
Singles
1. Heartbeat
Sortie : 1982

Beat est le neuvième album studio de King Crimson. Sorti en 1982, il s'agit du deuxième album enregistré par le quatuor composé de Robert Fripp, Adrian Belew, Tony Levin et Bill Bruford, après Discipline, sorti l'année précédente. C'est la première fois dans l'histoire du groupe que la même formation enregistre deux albums consécutifs.
Les paroles, écrites par Adrian Belew, font de nombreuses références aux écrivains de la Beat Generation : Sartori in Tangier rappelle le Satori à Paris de Jack Kerouac, tandis que Neal and Jack and Me fait référence à Kerouac et à Neal Cassady.
Heartbeat est sortie en single avec une version abrégée de Requiem en face B.

## Fiche technique

### Chansons
Toutes les paroles sont écrites par Adrian Belew, sauf Two Hands (Margaret Belew), toute la musique est composée par Adrian Belew, Bill Bruford, Robert Fripp et Tony Levin.
| 1. | Neal and Jack and Me | 4:22 |
| 2. | Heartbeat            | 3:54 |
| 3. | Sartori in Tangier   | 3:54 |
| 4. | Waiting Man          | 4:27 |

| 5. | Neurotica  | 4:48 |
| 6. | Two Hands  | 3:23 |
| 7. | The Howler | 4:13 |
| 8. | Requiem    | 6:48 |

### Musiciens
- Robert Fripp : guitare, orgue, Frippertronics
- Adrian Belew : guitare, chant
- Tony Levin : basse, stick, chœurs
- Bill Bruford : batterie et percussions acoustiques et électriques

### Équipe de production
- Rhett Davies (en) : production
- Graham Davies : équipement
- Rob O'Conner : conception de la pochette